# Actinidia pilosula
Actinidia pilosula är en tvåhjärtbladig växtart som först beskrevs av Achille Eugène Finet och Gagnep., och fick sitt nu gällande namn av Otto Stapf och Hand.-mazz. Actinidia pilosula ingår i släktet aktinidiasläktet, och familjen Actinidiaceae. Inga underarter finns listade i Catalogue of Life.